# Marie Madeleine
Marie Madeleine (* 4. April 1881 in Eydtkuhnen, Ostpreußen; † 27. September 1944 in Katzenelnbogen; eigentlich Gertrud Marie Madeleine Baronin von Puttkamer, geborene Günther) war eine deutsche Schriftstellerin und Lyrikerin. Bekannt wurde sie durch die Sammlung erotischer Lyrik Auf Kypros (1900). Einen Teil der darin veröffentlichten Gedichte hatte sie bereits als 15- und 16-Jährige geschrieben.

## Lebensweg
Sie war die Tochter des Kaufmanns Karl Günther und seiner Frau Emmy Siemssen (Emma Simonsohn). Die als dunkelhaarige und dunkeläugige Schönheit beschriebene junge Frau heiratete im Alter von 19 Jahren am 2. August 1900 den 35 Jahre älteren General Heinrich Georg Ludwig Baron von Puttkamer (1846–1914), der aus einer alten baltischen Familie stammte, deren Geschichte bis ins 12. Jahrhundert zurückgeht und die große Ländereien in Pommern besaß. Das Ehepaar lebte nach der Hochzeit in einer prächtigen Villa in Berlin-Grunewald. 1903 wurde ihr Sohn Jesco Günther Heinrich geboren, der früh zur Ausbildung in die Kadettenschule gegeben wurde, die schon sein Vater besucht hatte. Marie Madeleine kümmerte sich fortan kaum um ihr Kind. Sie hatte einen extravaganten Lebensstil, den ihr das vom Ehemann hinterlassene Vermögen ermöglichte. Sie liebte das Reisen – nach dem Tod ihres Mannes in Begleitung eines Herrn von Cramster –, trug die neueste Pariser Mode und war bekannt für auffällige Hüte. In der Weltwirtschaftskrise Ende der 20er Jahre verlor sie das Vermögen. Ein Teil dessen floss auch in die Finanzierung ihrer 30 Jahre währenden Morphinsucht. Sie experimentierte auch mit Kokain. 1942 oder 1943 wurde sie in eine private Klinik in Katzenelnbogen eingeliefert. Dort starb sie 1944 unter nicht geklärten Umständen. Ihrem Sohn, der Propagandachef im Auftrag der Abwehr in Shanghai gewesen war und erst 1951 aus der Kriegsgefangenschaft freikam, gelang es nicht, die genauen Umstände ihres Todes in Erfahrung zu bringen. Er glaubte, dass Nazi-Ärzte ihre Drogensucht und ihren schlechten Gesundheitszustand nutzten, um sie in den Tod zu bringen.
Die Familie ihres Mannes reagierte empört auf ihre erotischen Veröffentlichungen, die sie als obszön ansah. Ihr Ehemann stellte sich hinter sie und verließ demonstrativ die Traditionsvereinigung der Familie.

## Literarisches Werk
Unter dem Pseudonym Marie Madeleine schrieb die Generalsfrau Lyrik, Erzählungen und Dramen. Aufsehen erregte sie im Jahr 1900 mit ihrer erotischen Lyrik-Sammlung Auf Kypros, die 1910 bereits in der 37. Auflage erschien. Die Sammlung erfreute sich besonders großer Beliebtheit in den Salons der höheren Gesellschaft. Literarisch gebildetere Zeitgenossen wie der Kritiker Willy Haas freilich „lachten (sich) scheckig über soviel parfümierte literarische Brunst“. Haas bezeichnete die lyrischen Produkte der Marie Madeleine als Paradebeispiele des Victorianismus im geschnürten Mieder, das schon aus allen Nähten kracht und stellte sie damit immerhin in eine Reihe mit Frühwerken der späteren „Genies“ Richard Dehmel und Edvard Munch.

## Werke
- Auf Kypros. Vita Verlag, Berlin 1900 (Gedichte)
- Das bisschen Liebe. Continent Verlag, Berlin 1900 (Schauspiel in 4 Akten)
- Die drei Nächte. Liebeslieder Sklarek, Berlin 1901 (Schauspiel)
- An der Liebe Narrenseil. 1902 (Gedichte)
- Die indische Felsentaube. 1902
- Aus faulem Holze. 1902 (Novellen)
- Im Spielerparadies. Momentphotographien aus Monte Carlo. 1903
- Frivol. Aus dem Leben eines Pferdes. 1903 (Roman)
- Krabben. Continent Verlag, Berlin 1903 (Seebadgeschichten)
- Arme Ritter! Continent Verlag, Berlin 1904 (Roman)
- Ihr schlechter Ruf. Elischer, Leipzig 1905 (Roman)
- In Seligkeit und Sünden. Continent Verlag, Berlin 1905 (Gedichte)
- Das bißchen Liebe. 1906 (Drama)
- Der rote Champion. Moeser, Leipzig 1906 (Roman)
- Die Kleider der Herzogin. Continent Verlag, Berlin 1906 (Roman)
- Die letzte Hürde. Grethlein, Leipzig 1907 (Skizzen) (Mitautorin)
- Die Kusine. 1908 (Lustspiel)
- Die Wegweiserin. Berlin 1908 (Roman)
- Prinz Christian. 1909 (Roman)
- Die Stelle, wo sie sterblich sind ... Grethlein, Leipzig 1909 (Novellen)
- Brennende Liebe. Elischer, Leipzig 1910 (Novellen)
- Katzen. Continent Verlag, Berlin 1910
- Die heiligsten Güter. Elischer, Leipzig 1911 (Novellen)
- Die rote Rose Leidenschaft. Elischer, Leipzig 1912
- Pantherkätzchen. Ullstein, Berlin 1913 (Roman)
- Der süße Rausch. Elischer, Leipzig 1916
- Taumel. Borngräber, Berlin 1920 (Gedichte)
- Die Töchter des Prometheus. Paetel, Berlin 1926 (Novelle)

## Ausgaben
- Ausgewählte Werke. Verlag der Literaturwerke „Minerva“, Leipzig 1924
- In Seligkeit und Sünden. (Sprechplatte) Sprecher: Boy Gobert, Klavier: Hans Geisendörfer. Deutsche Grammophon-Gesellschaft (Literarisches Archiv), Hamburg 1963.
- Gedichte der Marie Madeleine. (Sprechplatte) Sprecher: Boy Gobert, Klavier: Hans Geisendörfer. Deutsche Grammophon-Gesellschaft (Literarisches Archiv), Hamburg 1963.
- Die rote Rose Leidenschaft – Gedichte u. Prosa Ausgew. von Sibylle Kaldewey. Matthes und Seitz, München 1977. Auswahl, zusammen mit Texten anderer Autoren (Alfred Jarry, Oskar Panizza).